# 福井駅 (ソウル特別市)
福井駅（ポクチョンえき）は大韓民国ソウル特別市松坡区長旨洞にある、ソウル交通公社と韓国鉄道公社（KORAIL）の駅。

## 利用可能な鉄道路線
ソウル交通公社
 8号線 - 駅番号は820
韓国鉄道公社
 水仁・盆唐線 - 駅番号はK222

## 歴史
- 1994年9月1日 - 鉄道庁（当時）盆唐線水西-梧里間が開業し、駅が設けられたものの当初は全列車が通過していた。
- 1996年11月23日 - ソウル特別市都市鉄道公社（当時）8号線の駅が開業。同時に盆唐線も配置簡易駅に格上げした上で駅の営業開始[1]。
- 2005年1月1日 - 鉄道庁の改組により韓国鉄道公社(KORAIL)の駅となる。
- 2009年7月1日 - 盆唐線側に副駅名東ソウル大学を追加。
- 2013年11月30日 - 盆唐線の急行の停車駅となる。
- 2017年5月31日 - ソウル特別市都市鉄道公社とソウルメトロが統合され、8号線はソウル交通公社の駅となる。
- 2020年9月12日 - 盆唐線が水仁線と直通運転を開始し、路線名が水仁・盆唐線に変更。

## 駅構造
上下2層構造で、各層に島式ホーム1面2線を有する地下駅。8号線が上層（地下2階）、盆唐線が下層（地下3階）と分けられている。両線共に保安用にホームドアシステム（フルスクリーンタイプ）を装備する。改札階は地下1階で、ソウル交通公社・韓国鉄道公社で改札口を共用している。化粧室は改札外にある。
出入口は1番から4番までの計4ヶ所ある。

### のりば
B2Fのりば
案内上ののりば番号は設定されていない。
| 上り | 8号線 | 可楽市場・蚕室・岩寺・別内方面           |
| 下り | 8号線 | 山城・南漢山城入口・丹垈オゴリ・牡丹方面 |

B3Fのりば
| 1 | 水仁・盆唐線（下り） | 牡丹・竹田・水原・仁川方面 |
| 2 | 水仁・盆唐線（上り） | 水西・宣陵・往十里方面     |

## 利用状況
近年の一日平均乗車人員推移は下記の通り。
| 路線   | 路線     | 2000年 | 2001年 | 2002年 | 2003年 | 2004年 | 2005年 | 2006年 | 2007年 | 2008年 | 2009年 | 出典  |
| ------ | -------- | ------ | ------ | ------ | ------ | ------ | ------ | ------ | ------ | ------ | ------ | ----- |
| 8号線  | 乗車人員 | 2,284  | 2,450  | 2,679  | 2,846  | 3,705  | 4,774  | 5,267  | 5,634  | 6,155  | 6,397  | [ 3 ] |
| 8号線  | 降車人員 | 1,622  | 1,723  | 1,925  | 2,037  | 2,637  | 3,423  | 3,800  | 4,166  | 4,521  | 4,596  | [ 3 ] |
| 8号線  | 乗降人員 | 3,906  | 4,173  | 4,605  | 4,883  | 6,342  | 8,196  | 9,066  | 9,800  | 10,676 | 10,993 | [ 3 ] |
| 盆唐線 | 乗車人員 |        |        |        |        |        | 1,545  | 1,765  | 1,925  | 2,230  | 2,359  | [ 4 ] |
| 盆唐線 | 降車人員 |        |        |        |        |        | 1,027  | 1,166  | 1,281  | 1,435  | 1,496  | [ 4 ] |
| 路線   | 路線     | 2010年 | 2011年 | 2012年 | 2013年 | 2014年 | 2015年 | 2016年 |        |        |        | 出典  |
| 8号線  | 乗車人員 | 6,629  | 6,689  | 6,576  | 6,995  | 7,863  | 8,015  | 9,547  |        |        |        | [ 3 ] |
| 8号線  | 降車人員 | 4,697  | 4,678  | 4,552  | 4,841  | 5,797  | 6,017  | 7,358  |        |        |        | [ 3 ] |
| 8号線  | 乗降人員 | 11,326 | 11,367 | 11,128 | 11,836 | 13,660 | 14,032 | 16,905 |        |        |        | [ 3 ] |
| 盆唐線 | 乗車人員 | 2,363  | 2,334  | 2,359  | 2,771  | 3,181  | 3,326  | 4,301  |        |        |        | [ 4 ] |
| 盆唐線 | 降車人員 | 1,491  | 1,480  | 1,509  | 1,779  | 2,204  | 2,363  | 3,229  |        |        |        | [ 4 ] |

## 駅周辺
- 東ソウル大学
- ソウル外郭循環高速道路松坡IC
- 福井駅乗換センター
- ソウルインターナショナルスクール（英語版、朝鮮語版）
- 城南市老人福祉館
- 松坡公営車庫地
- 炭川
- 福井洞住民センター
- 慰禮新都市（朝鮮語版）

## 隣の駅
ソウル交通公社
 8号線
長旨駅 (819) - 福井駅 (820) - 山城駅 (821)
韓国鉄道公社
 水仁・盆唐線
急行・緩行
水西駅 (K221) - 福井駅 (K222) - 嘉泉大駅 (K223)